# Vital d'Audiguier
Vital d’Audiguier, né vers 1565 ou 1569 à Najac, dans le Rouergue, et mort assassiné à Paris en 1624 ou 1625, est un poète et écrivain français.

## Biographie
Son père, Durand d’Audiguier, avait, dans la magistrature, une place qu’il résigna en sa faveur. Il en exerça les fonctions jusqu’en 1590. Son attachement à la cause de Henri IV lui fit souvent courir des dangers, et même il fut blessé en deux occasions par des soldats de la Ligue.
C'est à cette époque que d’Audiguier entra dans la carrière militaire. Il fit plusieurs campagnes, se trouva à un grand nombre d’affaires, et, quoiqu’il eût du courage et qu’il cherchât toutes les occasions de se distinguer, il n’obtint aucun avancement. La paix lui permettant de se retirer, il vint demeurer à Paris, où il se lia d’amitié avec les plus beaux esprits du temps.
Son éducation n’avait pas été négligée et il ne manquait lui-même ni d’esprit, ni de goût. Comme il s’aperçut que tous ceux qui faisaient des vers obtenaient facilement l’entrée des meilleures maisons, il se mit à en composer. Il n’était pas poète et il n’attachait pas une très grande importance à ses vers; aussi ne se pressait-il pas de les recueillir.
Des malheurs qui lui arrivèrent, achevant de le ruiner, l’obligèrent de se faire une ressource de sa plume. Il se mit alors à faire des traductions de l’espagnol. La plupart eurent du succès, et en 1658, l’Académie française les désigna parmi les ouvrages les mieux écrits en français.
Sa traduction des Nouvelles de Cervantes et celle des Aventures de Lazarille de Tormes, ont été maintes fois réimprimées. Il a traduit aussi les Travaux de Persiles et de Sigismonde, de Cervantes, 1626, in-8°. Le Vrai et ancien usage des duels, Paris, 1617, in-8°, est un livre curieux, et qui, au jugement de Pierre Bayle, n’est pas indigne de conserver une place dans les bibliothèques. Ses poésies ont été imprimées en 1606 et en 1614, et réimprimées en partie dans les recueils du temps.
La date de sa mort est incertaine, elle eut lieu en tout cas avant 1627, puisque cette année-là Charles Sorel y fait allusion dans les remarques sur le XIIIe livre de son Berger extravagant. On doit au poète Guillaume Colletet, qui écrivit sa vie, un belle page sur les circonstances de son assassinat :
« Après avoir publié beaucoup d'ouvrages, tant en vers qu'en prose, il mourut enfin, à la honte de la France, d'une mort sanglante et funeste. Il fut misérablement assassiné en la maison et en la présence d'une certaine présidente dont je tais ici le nom, et par les mains d'un homme de qui la mémoire doit être odieuse à toute la postérité. Cette partie lui fut dressée par quelques-uns de ses lâches ennemis. On le fit jouer au piquet ; on lui mécompta tant de fois son jeu qu'il ne put s'empêcher de dire à celui qui le fourbait : Vous comptez mal, parole qui fut relevée d'un démenti, et en même temps plusieurs satellites, sortis de derrière une tapisserie, se jetèrent dessus lui. Quelque effort qu'il fît de parer leurs coups avec un escabeau qui lui servit quelque temps de bouclier et de plastron, il fallut qu'il cédât à la force, et ce d'autant plus que ses ennemis se saisirent d'abord de son épée, qui était sur un lit. Il fut percé de plusieurs coups et rendit ainsi l'esprit sous l'effort de ces tigres, de qui la rage ne se put assouvir que par son dernier soupir. Ce qui advint au faubourg Saint-Germain, vers l'an 1624, si bien qu'il mourut âgé d'environ cinquante-cinq ans. »
Vital d’Audiguier est parfois confondu avec son neveu, prénommé Pierre, et on leur a attribué indifféremment les mêmes ouvrages. II y a eu aussi un Henri d’Audiguier, sieur de Mazet, avocat-général de la reine-mère, en 1662 ; celui-ci n’est connu que par des corrections à la traduction d’Héliodore, par Montlyard, 1626, 1618, in-8°, et par une mauvaise brochure in-4°, contre Mézeray, qui a pour litre le Censeur censuré, adressé au sieur Sandiricourt (Fr. Eud. de Mézeray), auteur d’un libelle, intitulé le Censeur du temps.

## Œuvres
- La Philosophie soldade, avec un manifeste de l'autheur. A Monseigneur le Prince. Paris, Toussaint Du Bray, 1604[3].
- La Défaite d'amour. Et autres œuvres poëtiques de V. D. S. de la Menor [Vital D'Audiguier Sieur de la Ménor]. A Madame la Princesse de Conty. Paris, Toussaint Du Bray, 1606[4].
- La Flavie de la Menor. Paris, Toussaint Du Bray, 1606[5].
- Les Douces affections de Lydamant et de Calyante. Paris, Toussaint Du Bray, 1607.
- Épistres françoises et libres discours. Par le sieur Daudiguier. Au Roy. Paris, Jean Berjon, 1611[6].
- Les Diverses fortunes de Panfile et de Nise. Où sont contenuës plusieurs amoureuses & veritables histoires, tirees du pelerin en son pays de Lopé de Vega. Divisees en quatre livres, Paris, Toussaint Du Bray, 1614.
- Les Œuvres poetiques du sieur Daudiguier, Paris, Toussaint Du Bray, 1614[7].
- Histoire trage-comique (sic) de nostre temps, sous les noms de Lysandre et de Caliste, Paris, Nicolas de la Vigne, 1616, rééd. 1622[8].
- Les Amours d’Aristandre et de Cléonice
- Le Vray et ancien usage des duels, confirmé par l'exemple des plus illustres combats et deffys qui se soyent faits en la Chrestienté, Paris, Pierre Billaine, 1617[9], ouvrage cité avec éloge par Pierre Bayle.

## Traductions
- Six Nouvelles de Michel Cervantès par le sieur d'Audiguier, Paris, Jean Richer, 1614.
- Les travaux de Persilès et de Sigismonde, sous les noms de Périandre & d'Auristèle. Histoire septentrionale. De Michel Cervantès, traduite d'espagnol en françois par le sieur Daudiguier. Paris, Veuve Guillemot, 1618.

## Poèmes
- Sonnet

Faire l’amour alors qu’il me défait
Faire l’amour alors qu’il me défait,
Et tout défait, l’amour même défaire,
Le défaisant, le rendre plus parfait,
Le parfaisant, l’éprouver plus contraire.
Se délecter aux plaies qu’il me fait,
Chanter l’honneur de mon fier adversaire ;
Et de cent maux endurés en effet
Ne rapporter qu’un bien imaginaire.
Cacher son mal de crainte de le voir,
Crier merci de faire son devoir,
En même temps se louer et se plaindre,
Se détester et se faire la cour
Se mépriser et soi-même se craindre,
C’est en deux mots la défaite d’amour.

### Sources
- Joseph-François Michaud, Louis-Gabriel Michaud, Biographie universelle, Paris, Michaud frères, t. 3, 1811, p. 25.